# Chacchobén
Chacchobén est un site archéologique maya situé dans l'État de Quintana Roo, au Mexique.

## Situation géographique
Le site se trouve à 117 km au sud de Tulum. Un village situé à 11 km porte également le nom de Chacchobén.

## Structures
Le site comprend 3 groupes de structures organisées autour d'un Plaza central de 136 m de long et 136 m de large.

## Galerie

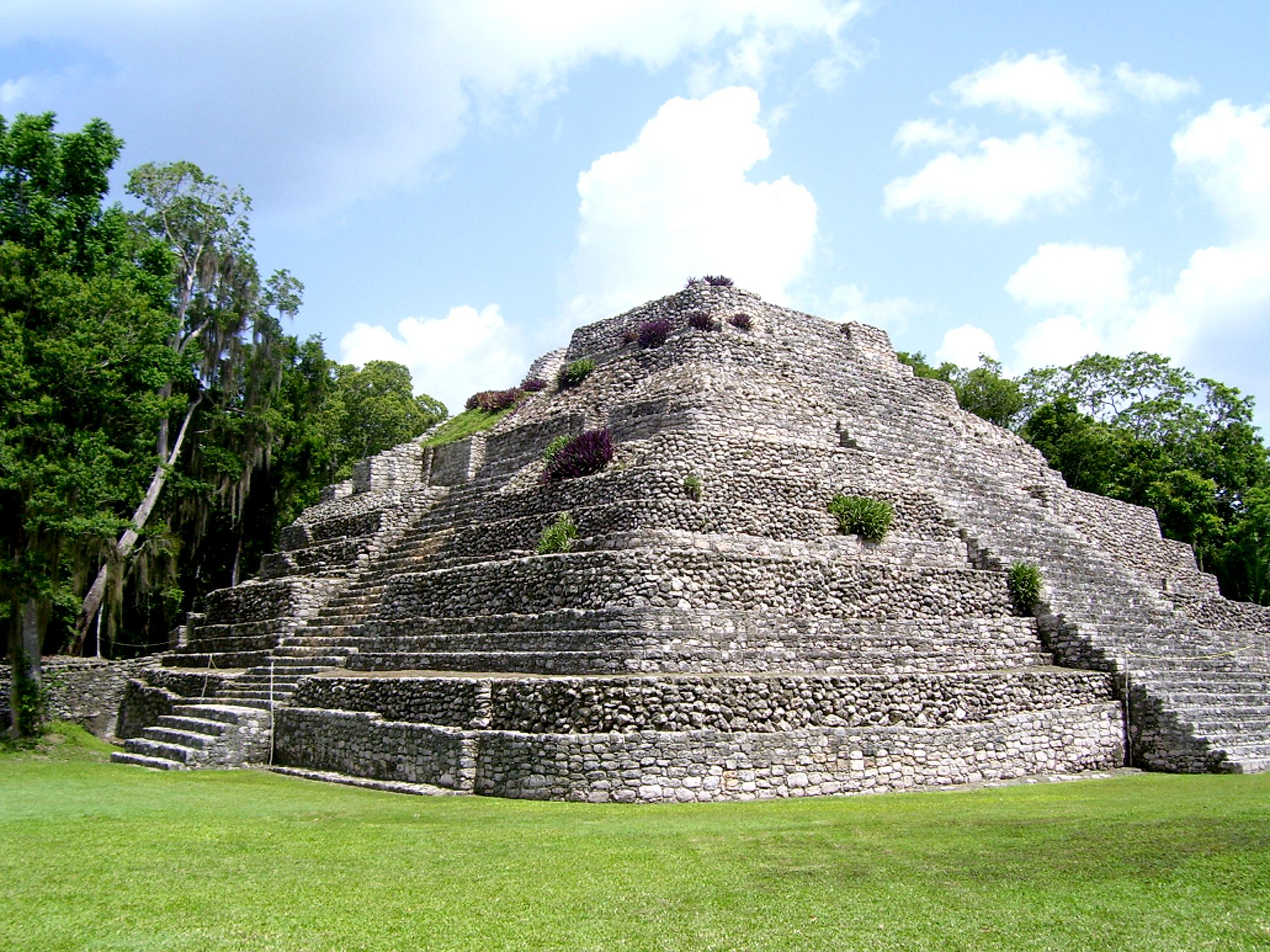
Temple Pyramide à Chacchoben, août 2007
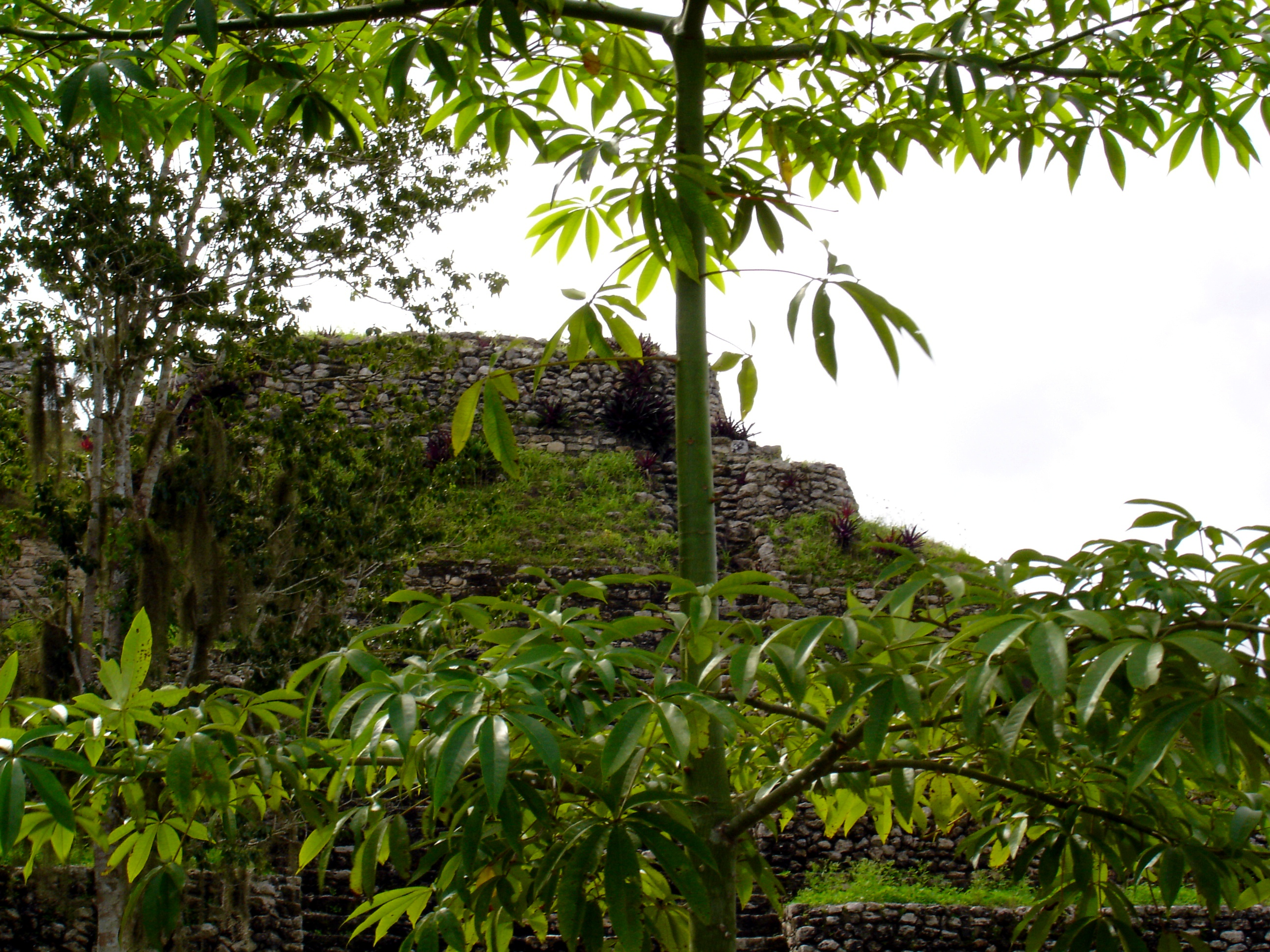
Temple Pyramide à Chacchoben vu depuis le chemin touristique
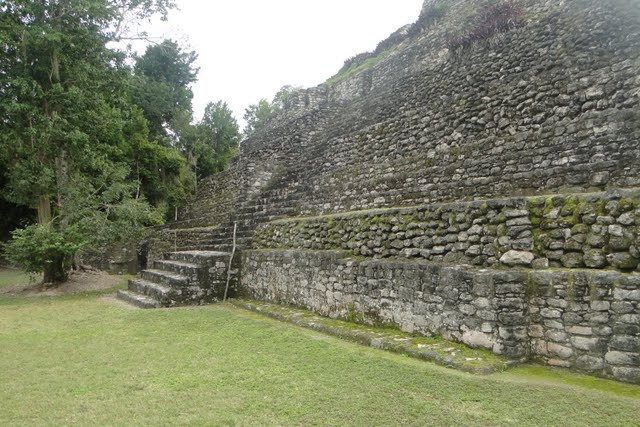
Ruines Maya à Chacchoben

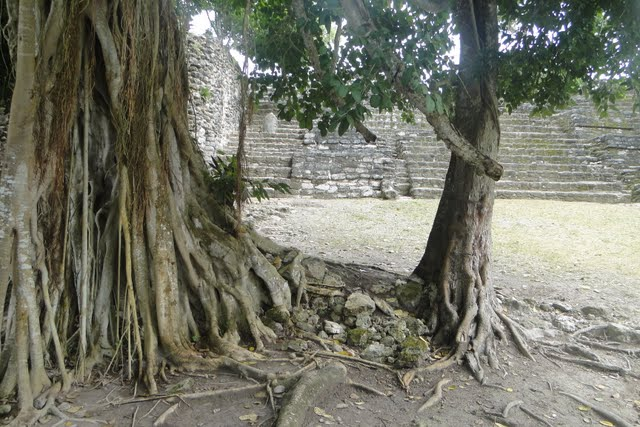
Ruines dans la jungle, Chacchoben
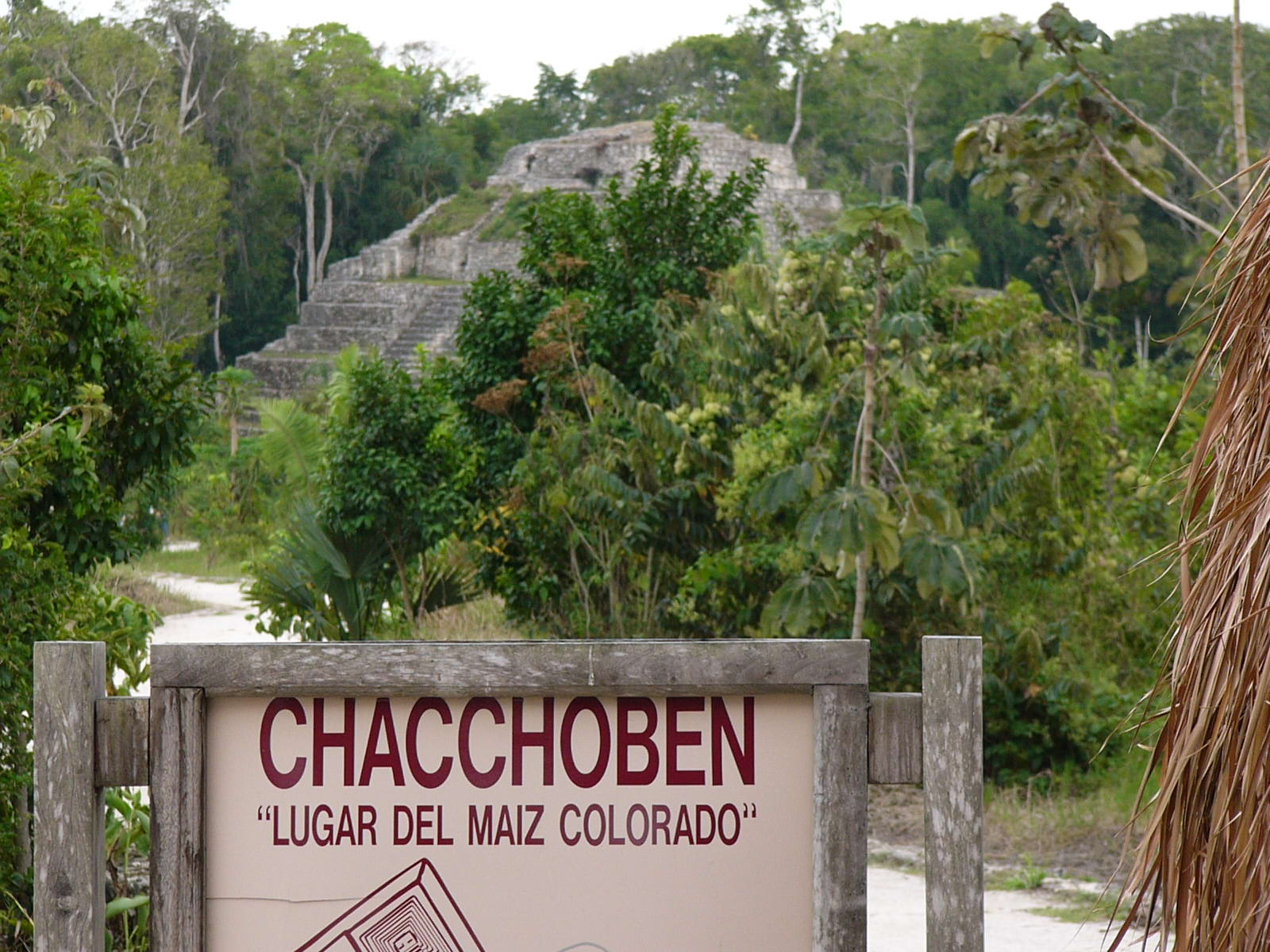
Signe et Temple Pyramide
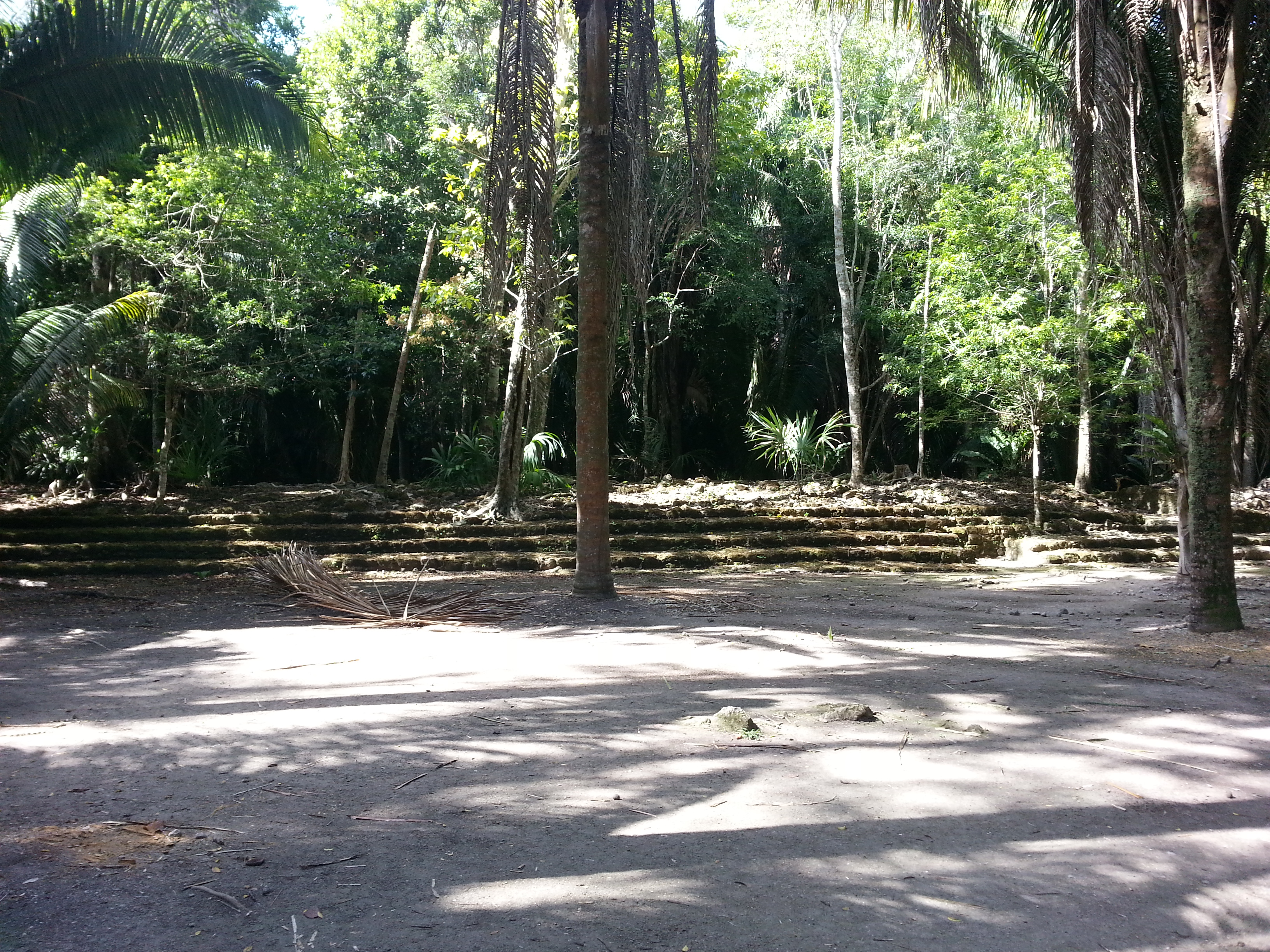
Escaliers le long du chemin